# Савез комуниста Хрватске
Савез комуниста Хрватске (скраћено СКХ) био је друштвено-политичка организација, која је од 1945. до 1990. деловала у Социјалистичкој Републици Хрватској, као републичка организација Савеза комуниста Југославије (СКЈ).
Основан је 1/2. августа 1937. под називом Комунистичка партија Хрватске (КПХ), од Покрајинског комитета КПЈ за Хрватску и Славонију и Покрајинског комитета КПЈ за Далмацију, који су од оснивања КП Југославије деловали на подручју Хрватске и Далмације. У току Другог светског рата, 1941–1945. организовао је и руководио Народноослободилачком борбом у Хрватској, током које је дошао на власт.
Одлукама Шестог конгреса КПЈ, новембра 1952. преименован је у Савез комуниста Хрватске. Након прекида 14. конгреса и распада СКЈ, 11. фебруара 1990. променио је назив у Савез комуниста Хрватске – Странка демократских промена (СКХ–СДП). На Конгресу 3. новембра 1990. из свог назива је избрисао реч Савез комуниста и од тада се звао само Странка демократских промена. Нова странка је након уједињења са Социјалдемократском странком Хрватске, 30. априла 1994. добила назив Социјалдемократска партија Хрватске (СДП), која данас представља правног наследника СКХ.
Од краја Другог светског рата, 1945. до почетка распада Југославије, 1990. био је водећа друштвено-политичка организација у Хрватској и имао апсолутну власт. На првим вишепартијским изборима одржаним априла и маја 1990. освојио је 35% гласова, односно 107 (од 350) посланичких места и након 45 година изгубио власт.

## Историјат
Повратком Јосипа Броза Тита из емиграције, започиње рад на стварању Комунистичке партије Хрватске. У свом извештају о стању у КПЈ, 14. априла 1937. Тито даје приказ стања у Хрватској и у њему посебно истиче да је загребачку партијску организацију нашао у врло лошем стању, због бројних провала и хапшења чланова. Након тога, формирао је групу која је преузела рад на оснивању Комунистичке партије Хрватске.
Оснивачки конгрес је одржан у ноћи између 1. и 2. августа 1937. у Аниндолу, код Самобора. Присуствовало му је 16 делегата, који су представљали партијске организације из ширег подручја Осијека, Сплита, Сиска, Сушака, Вараждина и Загреба. Рад Оснивачког конгреса ограничио се на анализу тадашње ситуације партијских организација у Хрватској и Далмацији и на смернице будућег рада на изградњи Комунистичке партије Хрватске.
На конгресу је изабран Централни комитет, у који је ушло 12 чланова – Ђуро Шпољарић (секретар), Павле Грегорић, Андрија Жаја, Јосип Краш, Божидар Аџија, Анка Буторац, Иван Дујмић, Марко Орешковић, Драго Петровић, Владо Јанић Цапо, Вицко Јеласка и Ловро Курир.
Први значајнији потез КПХ било је оснивање Народног фронта, који је требало да представља широки народни покрет. Убрзо је дошло и до сукоба унутар вођства КПХ и то посебно око односа према Хрватској сељачкој странци (ХСС), због чега је био смењен секретар ЦК КПХ Јосип Краш, те именовано ново водство на челу с Радом Кончаром. Поред тога направљено је више озбиљнијих пропуста у реаговању на важне политичке догађаје у земљи, попут не изласка на изборе 1938. године. У јесен 1939. започиње реорганизација КПХ, а утицај комуниста почиње да расте у Хрватској, због чега Бановина Хрватска, уз подршку ХСС, забрањује рад свим организацијама које је контролисала КПХ.
Августа 1940. одржана је Прва земаљска конференција КПХ, на којој је Раде Кончар изабран за организационог секретара КПХ.
Новембра 1952. на Шестом конгресу КПЈ, на коме је Комунистичка партија Југославије променила назив у Савез комуниста Југославије и Комунистичка партија Хрватске мења назив у Савез комуниста Хрватске.
У другој половини шездесетих година, након смене Александра Ранковића, међу руководством Савеза комуниста Хрватске јавила се тежња за већом економском и културном самосталношћу СР Хрватске од СФРЈ. Главни поборници те политике били су Савка Дабчевић-Кучар и Мико Трипало, вође Хрватског прољећа. На затвореној седници Извршног комитета ЦК СК Хрватске, која је одржана 4. јула 1971. и на којој је учествовао Јосип Броз Тито, први пут су осуђена „националистичка застрањења“ руководства СКХ.
Пошто се руководство СК Хрватске није дистанцирало од националистичке политике на седници Извршног комитета СКХ, 30. новембра и 1. децембра 1971. у Карађорђеву, оставке су поднели Савка Дабчевић-Кучар, Мико Трипало, Перо Пиркер, Марко Копртла и Јанко Бобетко. На седници ЦК СКЈ, одржаној 1. и 2. децембра 1971, одлучено је да се са дотадашњих дужности смене председник и потпредседник Градског комитета СК Загреба Срећко Бијелић и Драгутин Харамија, а за новог председника Централног комитета СК Хрватске изабрана је Милка Планинц.
Током 1980-их година унутар Савеза комуниста Хрватске водила се борба између две струје. С једне стране је био Стипе Шувар, који је давао предност идеологији, а с друге Анте Марковић који је наглашавао технологију. Пред распад Југославије, председник Председништва ЦК СК Хрватске био је Станко Стојчевић, припадник тврде струје унутар СКХ, коју је предводио Мика Шпиљак. Нарочити заокрет догодио се 10. децембра 1989, када је Председништво ЦК СКХ прихватило захтев дванаест политичких странака којим се тражило расписивање избора на свим нивоима. Централни комитет је прихватио одлуку Председништва, а сутрадан 11. децембра почео је Једанаести конгрес СК Хрватске, који је трајао три дана и на коме је на чело СКХ дошао Ивица Рачан.
Јануара 1990. делегација СК Хрватске, заједно са делегацијом СК Словеније, напустила је 14. ванредни конгрес СКЈ и тиме чином је СКХ престао да буде део СКЈ. Марта 1990. Савез комуниста Хрватске променио је назив у Савез комуниста Хрватске—Странка демократских промена (СКХ–СДП) и под тим именом учествовао на првим вишепартијским изборима у Хрватској, који су одржани 22. и 23. априла 1990. (6. и 7. маја други круг) и освојио 35% или 107 посланичких места.
На Дванаестом конгресу СКХ–СДП, 3. новембра 1990. партија из свог назива избацује Савез комуниста и остаје само Странка демократских промена. Године 1993. након уједињења са Социјалдемократском странком Хрватске добио је назив Социјалдемократска партија Хрватске (СДП), под којим и данас делује.

## Конгреси
- Први (оснивачки) конгрес КП Хрватске — одржан 1. и 2. августа 1937. у Самобору
- Други конгрес КП Хрватске — одржан од 21. до 25. новембра 1948. у Загребу
- Трећи конгрес СК Хрватске — одржан од 26. до 28. маја 1954. у Загребу
- Четврти конгрес СК Хрватске — одржан од 7. до 10. априла 1959. у Загребу
- Пети конгрес СК Хрватске — одржан од 26. до 29. априла 1965. у Загребу
- Шести конгрес СК Хрватске — одржан од 5. до 7. децембра 1968. у Загребу
- Седми конгрес СК Хрватске — одржан од 7. до 9. априла 1974. у Загребу
- Осми конгрес СК Хрватске — одржан од 24. до 26. априла 1978. у Загребу
- Девети конгрес СК Хрватске — одржан од 13. до 16. маја 1982. у Загребу
- Десети конгрес СК Хрватске — одржан од 16. до 18. маја 1986. у Загребу
- Једанаести конгрес СК Хрватске — одржан од 11. до 13. децембра 1989. у Загребу
- Дванаести конгрес СК Хрватске—Странке демократских промена — одржан од 3. новембра 1990. у Загребу

## Лидери
| Преглед руководећих личности КП Хрватске / СК Хрватске | Преглед руководећих личности КП Хрватске / СК Хрватске | Преглед руководећих личности КП Хрватске / СК Хрватске  | Преглед руководећих личности КП Хрватске / СК Хрватске  | Преглед руководећих личности КП Хрватске / СК Хрватске | Преглед руководећих личности КП Хрватске / СК Хрватске | Преглед руководећих личности КП Хрватске / СК Хрватске |
| конгресни период                                       | број                                                   | име и презиме                                           | назив функције                                          | назив функције                                         | укупно трајање мандата                                 | напомена                                               |
| конгресни период                                       | број                                                   | име и презиме                                           | почетак мандата                                         | крај мандата                                           | укупно трајање мандата                                 | напомена                                               |
| ------------------------------------------------------ | ------------------------------------------------------ | ------------------------------------------------------- | ------------------------------------------------------- | ------------------------------------------------------ | ------------------------------------------------------ | ------------------------------------------------------ |
| 1 конгрес КПХ 1937—1948.                               |                                                        |                                                         |                                                         |                                                        |                                                        |                                                        |
| 1                                                      | Ђуро Шпољарић                                          | секретар Централног комитета 1937—1966.                 | секретар Централног комитета 1937—1966.                 | ~1 година, 152 дана                                    | смењен                                                 |                                                        |
| 1                                                      | Ђуро Шпољарић                                          | 2. август 1937.                                         | почетак 1939.                                           | ~1 година, 152 дана                                    | смењен                                                 |                                                        |
| 2                                                      | Раде Кончар                                            | децембар 1939.                                          | 25. август 1940.                                        | ~1 година, 217 дана                                    |                                                        |                                                        |
| 2                                                      | Раде Кончар                                            | 25. август 1940.                                        | 6. јул 1941.                                            | ~1 година, 217 дана                                    |                                                        |                                                        |
| /                                                      | Владо Поповић (в.д.)                                   | 6. јул 1941.                                            | половина новембра 1942.                                 | ~132 дана                                              | делегат ЦК КПЈ и секретар Оперативног руководства КПХ  |                                                        |
| 3                                                      | Андрија Хебранг                                        | половина новембра 1942.                                 | 5. октобар 1944.                                        | ~1 година, 325 дана                                    | смењен                                                 |                                                        |
| 4                                                      | Владимир Бакарић                                       | 5. октобар 1944.                                        | 25. новембар 1948.                                      | 24 године, 174 дана                                    |                                                        |                                                        |
| 4                                                      | Владимир Бакарић                                       | 2 конгрес КПХ 1948—1954.                                | 25. новембар 1948.                                      | 24 године, 174 дана                                    | 28. мај 1954.                                          |                                                        |
| 4                                                      | Владимир Бакарић                                       | 3 конгрес СКХ 1954—1959.                                | 28. мај 1954.                                           | 24 године, 174 дана                                    | 10. април 1959.                                        |                                                        |
| 4                                                      | Владимир Бакарић                                       | 4 конгрес СКХ 1959—1965.                                | 10. април 1959.                                         | 24 године, 174 дана                                    | 29. април 1965.                                        |                                                        |
| 4                                                      | Владимир Бакарић                                       | 5 конгрес СКХ 1965—1968.                                | 29. април 1965.                                         | 24 године, 174 дана                                    | 26. октобар 1966.                                      |                                                        |
| 4                                                      | Владимир Бакарић                                       | 5 конгрес СКХ 1965—1968.                                | председник Централног комитета 1966—1982.               | 24 године, 174 дана                                    |                                                        |                                                        |
| 4                                                      | Владимир Бакарић                                       | 5 конгрес СКХ 1965—1968.                                | 26. октобар 1966.                                       | 24 године, 174 дана                                    | 7. децембар 1968.                                      |                                                        |
| 4                                                      | Владимир Бакарић                                       | 6 конгрес СКХ 1968—1974.                                | 7. децембар 1968.                                       | 24 године, 174 дана                                    | 28. март 1969.                                         |                                                        |
| 5                                                      | Савка Дабчевић-Кучар                                   | 6 конгрес СКХ 1968—1974.                                | 28. март 1969.                                          | 13. децембар 1971.                                     | 2 године, 260 дана                                     | смењена                                                |
| 6                                                      | Милка Планинц                                          | 6 конгрес СКХ 1968—1974.                                | 14. децембар 1971.                                      | 9. април 1974.                                         | 10 година, 153 дана                                    |                                                        |
| 6                                                      | Милка Планинц                                          | 7 конгрес СКХ 1974—1978.                                | 9. април 1974.                                          | 26. април 1978.                                        | 10 година, 153 дана                                    |                                                        |
| 6                                                      | Милка Планинц                                          | 8 конгрес СКХ 1978—1982.                                | 26. април 1978.                                         | 16. мај 1982.                                          | 10 година, 153 дана                                    |                                                        |
| 9 конгрес СКХ 1982—1986.                               |                                                        |                                                         |                                                         |                                                        |                                                        |                                                        |
| 7                                                      | Јуре Билић                                             | председник Председништва Централног комитета 1982—1990. | председник Председништва Централног комитета 1982—1990. | 1 година, 7 дана                                       |                                                        |                                                        |
| 7                                                      | Јуре Билић                                             | 16. мај 1982.                                           | 23. мај 1983.                                           | 1 година, 7 дана                                       |                                                        |                                                        |
| 8                                                      | Јосип Врховец                                          | 23. мај 1983.                                           | 14. мај 1984.                                           | 357 дана                                               |                                                        |                                                        |
| 9                                                      | Мика Шпиљак                                            | 14. мај 1984.                                           | 19. мај 1985.                                           | 2 године, 4 дана                                       |                                                        |                                                        |
| 9                                                      | Мика Шпиљак                                            | 19. мај 1985.                                           | 18. мај 1986.                                           | 2 године, 4 дана                                       |                                                        |                                                        |
| 10 конгрес СКХ 1986—1989.                              | 10                                                     | Станко Стојчевић                                        | 18. мај 1986.                                           | 18. мај 1985.                                          | 3 године, 209 дана                                     |                                                        |
| 10 конгрес СКХ 1986—1989.                              | 10                                                     | Станко Стојчевић                                        | 18. мај 1985.                                           | 13. децембар 1989.                                     | 3 године, 209 дана                                     |                                                        |
| 11 конгрес СКХ 1989—1990.                              |                                                        |                                                         |                                                         |                                                        |                                                        |                                                        |
| 11                                                     | Ивица Рачан                                            | 13. децембар 1989.                                      | 3. новембар 1990.                                       | 325 дана                                               |                                                        |                                                        |